# La Farga de Bebié
La Farga de Bebié és una colònia tèxtil als municipis de Montesquiu i les Llosses, a cavall entre les comarques d'Osona i el Ripollès. Va ser fundada el 1895 suís Edmond Bebié, per la qual cosa també era coneguda com la colònia «dels suïssos», i va tancar el 2008, provocant-ne l'abandonament pràcticament total. El 2020 hi vivien 14 habitants i té estació d'ADIF.

## Història
A l'antic molí de Rocafiguera, conegut també com el molí de la Farga Vella, s'hi havia fabricat ferro fins al segle xviii. A principis del segle xix, la farga es va reconvertir en molí fariner, arrendat pels Rocafiguera, propietaris del mas del mateix nom a Sora, a diferents moliners de la zona, l'últim dels quals fou Josep Tubau i Vilageliu.
L'engiyer suís Edmond Bebié Wild era director i propietari d'una fàbrica de filats de llana moguda amb energia hidràulica, al riu Aar (afluent del Rin) al cantó d'Aargau, prop de Zúric. El seu fill Ernest tenia com a company d'estudis a la ciutat de Winterthur un estudiant de Vic, que li va parlar de les possibilitats de la zona, on ja s'havien començat instal·lar industrials catalans. Llavors Edmond Bebié va recórrer el Ter cercant un bon emplaçament, i devia ser entre 1895 o 1896 que va comprar a la família Rocafiguera 400 hectàrees de terreny a banda i banda del riu, un lloc estratègic aprofitant el meandre que aquí dibuixa el riu, on s'incloïa el molí.
La construcció de la fàbrica i la colònia incloïa una important obra hidràulica per aprofitar la concessió de 6.000 l/s. El canal de la Cúbia, de 450 m de llarg, gairebé tots soterrats, permet aconseguir un salt de 10,5 m de desnivell que proporcionaven al principi una força de 600 CV. Aquest rendiment s'amplià posteriorment fins als 1000 CV.
La fàbrica va començar a funcionar el 1899, amb una producció considerable, que s'havia ampliat el 1910 fins a 13.312 fusos de filar i retorçar cotó. El període de la Primera Guerra Mundial (1914-1918) va ser un moment de gran creixement, ja que, com tot el sector tèxtil, tenia molta demanda. Això va fer créixer la Farga de Bebié en producció i en habitatges. En acabar la guerra tenia 600 treballadors i s'havia convertit en una de les filatures més grans de Catalunya, amb 24.000 fusos. Una mostra de la prosperitat de l'empresa és que disposava d'un taller de manyaneria i un de fusteria, i subvencionava una part de l'energia elèctrica que consumien els habitants de la colònia. A més, des de 1920, disposava d'estació de tren pròpia per a càrrega i descàrrega. La importància que anava adquirint la Farga va fer que una colla de veïns plantegés seriosament la segregació del terme municipal de les Llosses i la formació d'un municipi propi, l'any 1927. La proposta va arribar al mateix governador civil de Girona, el qual no va atendre les peticions dels veïns.
La població que formà la colònia procedia, al principi de Montesquiu i dels petits nuclis rurals de la rodalia. De seguida s'hi van anar afegint habitants procedents d'altres zones de la comarca del Ripollès i d'Osona, i més endavant d'altres comarques de Catalunya, especialment del Baix Ebre i de diferents regions de l'Estat, especialment de Múrcia, i durant la dècada del 1960, sobretot de Galícia, d'on procedien moltes de les noies que l'empresa mateixa s'encarregava de contractar per quatre anys i els buscava acolliment a la residència de noies de les germanes magdalenes.
La colònia va quedar molt afectada per l'aiguat del 1940, especialment el marge esquerre. Va desaparèixer l'edifici de la Fonda, part dels habitatges i l'escola. Els ponts de l'entrada i el de tren a l'exterior es van haver de refer. No obstant això, els anys 1940 van ser una època de creixement espectacular. Les reformes a què van obligar els aiguats i la renovació de la maquinària va donar pas a l'ampliació de la colònia. Es va inaugurar el cinema, el cafè, el forn de pa i la perruqueria, que s'afegien als serveis ja existents de la botiga de queviures i la cooperativa de consum, que funcionaven des del 1920.
Pel que fa als elements arquitectònics, la fàbrica s'amplià el 1917 amb una nova nau de planta baixa i pis, al costat esquerre del riu. Aquesta ampliació es va fer quan la Farga va comprar el Carbur de Dalt, que ja no donava un rendiment suficient. Els habitatges més antics són els Tibidabo. Als anys 1920 es van construir els habitatges dels Sunyers i Conangle, mentre que l'església és dels anys 1950. Els habitatges Tibidabo estan abandonats des dels anys 1990 i la majoria dels Sunyers també.
Un fet destacat que es va produir a la colònia fou un tiroteig entre la Guàrdia Civil i uns membres dels GRAPO, el 17 de juny de 1981, en el qual van morir quatre membres de la banda i va resultar ferit un guàrdia civil.
El 2008, la fàbrica va tancar, i actualment, la major part de les construccions estan en desús, excepte alguns habitatges i les centrals hidroelèctriques, que produeixen energia elèctrica.

## Descripció

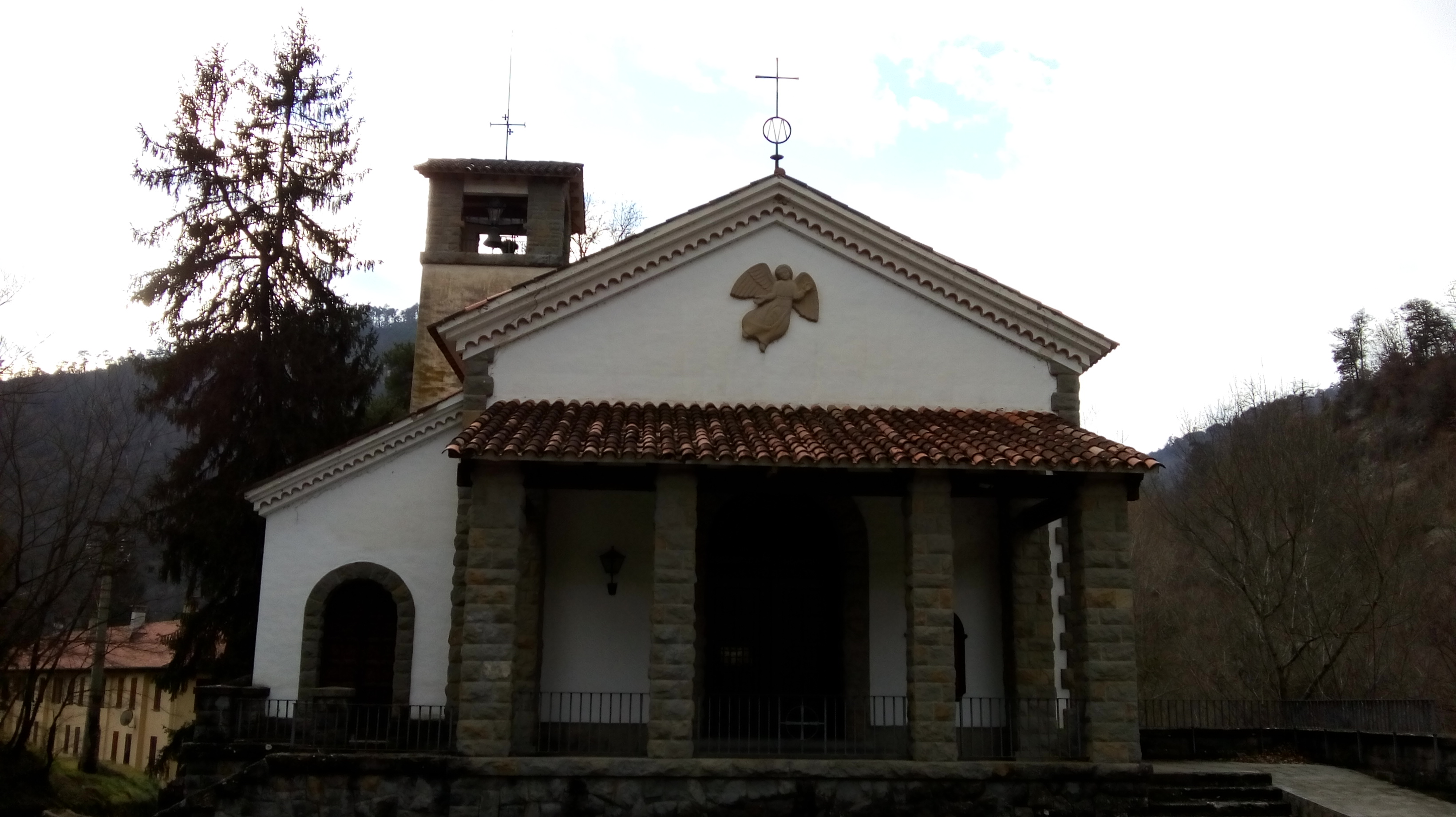
Església de La Farga de Bebié

La colònia està ubicada a banda i banda del Ter, en un meandre molt pronunciat. Està composta per les dues fàbriques, les dependències de l'empresa, diversos blocs d'habitatges, dues torres dels amos (la «torre vella» i la «torre nova»), una església, una pista esportiva i un baixador de tren. El nucli de la colònia és una gran fàbrica de naus, la fàbrica vella. Les instal·lacions fabrils es van ampliar el 1917 amb la segona fàbrica de planta baixa i un pis, situada al marge esquerre del Ter. La «fàbrica nova» té una façana d'estil monumental que marca bé la separació entre ambdós nivells. Les portes i el finestral de la planta baixa són coronats per un fris que sosté grans finestrals d'arc de mig punt del pis superior. El cos central destaca per la inscripció «Edmond Bebié S.A.» i pel coronament a tall de frontó semicircular. Hi ha diversos blocs d'habitatges, amb un estat de conservació divers.
Els habitatges dels Sunyers, al nord, és un bloc en forma d'«U» de planta baixa i tres pisos, amb un estil que recorda l'arquitectura rural suïssa. S'hi accedeix per una escalinata monumental i consta de 24 habitatges repartits en planta baixa i tres pisos, al voltant d'un pati interior, amb galeries d'arc de mig punt als diferents nivells i una porxada a planta baixa. El conjunt, avui molt deteriorat, tenia safareigs i una pista de bàsquet. Els habitatges Tibidabo, arran de la carretera N-152, són cinc blocs adossats de tres plantes amb coberta a dos vessants. Actualment, estan abandonats i són els que es troben en pitjor estat de conservació. L'aspecte més destacat d'aquest conjunt són les galeries, amb alternança de finestrals d'arc de mig punt. El Balcó del Ter és el bloc d'habitatges més modern. És un edifici allargassat de planta baixa i tres pisos, on se centrà principalment la vida de la colònia, ja que s'hi trobava el cinema, la residència de les noies, el cafè i la fonda. A més, també hi havia les botigues, arrenglerades sota el porxo de planta baixa que dona al riu: queviures, lleteria, carnisseria, peixateria, economat, etc. Dins el terme municipal de Montesquiu s'hi construí l'església, Conangle i el Solell. Els habitatges Conangle, prop de la fàbrica nova, són dos blocs de cases unifamiliars adossades, amb coberta a quatre vents i un habitatge aïllat, que tenen porticons d'estil suís. El Solell és un carrer de blocs de planta baixa i pis, a prop de l'estació de ferrocarril.
L'església, oberta al culte, és dedicada a la Mare de Déu del Carme i, al seu soterrani, hi havia hagut l'escola.